# Chojnice (Landgemeinde)
Die Gmina wiejska Chojnice ([xɔɪ̯ˈɲiʦɛ]) ist eine eigenständige Landgemeinde in Polen und liegt im Powiat Chojnicki der Woiwodschaft Pommern. Die Gemeinde hat eine Fläche von 458,34 Quadratkilometern, auf der 18.826 Einwohner (Stand: 2019) wohnen. Der Sitz der Gemeinde und des Kreises befindet sich in der namensgebenden Stadt Chojnice (deutsch Konitz), die aber der Landgemeinde nicht angehört.

## Geographie

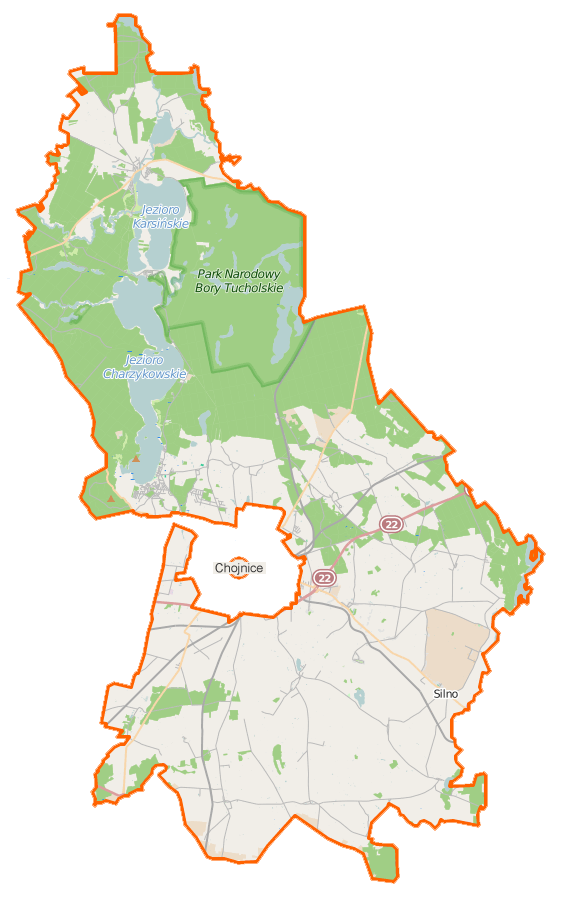
Karte der Landgemeinde

Die Landgemeinde umfasst die Stadt Chojnice zu 95 Prozent.
Die südliche und südöstliche Gemeindegrenze ist gleichzeitig die Grenze zur Woiwodschaft Kujawien-Pommern und zum Powiat Sępoleński (Kreis Zempelburg) und zum Powiat Tucholski (Kreis Tuchel). Die westliche Gemeindegrenze war die zwischen 1919 und 1939 bestehende Grenze des Deutschen Reichs zu Polen („Polnischer Korridor“). Im Nordwesten ragt das Gemeindegebiet in den Landschaftsschutzpark Zaborskie Park Krajobrazowy mit dem Jezioro Charzykowskie (Müskendorfer See) und dem Nationalpark Park Narodowy Bory Tucholskie hinein, während es im Nordosten an den Landschaftsschutzpark Tucholski Park Krajobrazowy grenzt.
Nachbargemeinden der Gmina Chojnice sind neben der Stadt Chojnice die Gemeinden:
- Brusy (Bruß), Czersk (Heiderode) und Konarzyny (Konarschin, 1942–1945 Kunertsfeld) im Powiat Chojnicki,
- Człuchów (Schlochau) im Powiat Człuchowski (Kreis Schluchow),
- Lipnica (Liebnitz) im Powiat Bytowski (Kreis Bütow),
- Kamień Krajeński (Kamin) im Powiat Sępoleński, sowie
- Kęsowo (Klein Kensau) und Tuchola (Tuchel) im Powiat Tucholski (Kreis Tuchel), der bereits – wie auch der Powiat Sępoleński – in der Woiwodschaft Kujawien-Pommern liegt.

## Gliederung
Zur Gmina Chojnice gehören 81 Ortschaften, die 34 Ortsteilen („Schulzenämtern“) zugeordnet sind.
- Ortsteile:

| - Angowice (Hennigsdorf) - Charzykowy (Müskendorf) - Chojniczki (Klein Konitz) - Ciechocin (Deutsch Cekzin) - Czartołomie-Jarcewo (Sawüst-Zandersdorf) - Doręgowice (Döringsdorf) - Gockowice-Objezierze (Götzendorf-Butzendorf) - Granowo (Granau) - Klawkowo (Grunsberg) - Kłodowa (Groß Kladau) - Kopernica (Kupfermühle) - Krojanty (Krojanten) - Kruszka (Kruschke) - Lichnowy (Lichnau) - Lotyń (Sternau) - Moszczenica (Mosnitz) | - Nieżychowice (Schönfeld) - Nowa Cerkiew (Neukirch) - Nowy Dwór-Cołdanki (Neuhof-Zoldan) - Ogorzeliny (Görsdorf) - Ostrowite (Osterwick) - Ostrowite ZR - Pawłowko (Klein Paglau) - Pawłowo (Groß Paglau) - Powałki (Powalken) - Racławki (Rakelwitz) - Silno (Frankenhagen) - Sławęcin (Schlagenthin) - Swornegacie (Schwornigatz) - Topole (Stendersdorf) - Zbeniny (Zbenin) |

.
- Übrige Ortschaften:

| - Babilon - Bachorze (Bachhorst) - Białe Błota - Borne - Chiny - Chociński Młyn (Chotzenmühl) - Chojnati (Ackerhof) - Chojniczki-Wybudowanie - Drzewicz (Drewitz) - Dębowo Góra - Funka (Funkeremühle) - Grzampki - Jabł - Jakubowo - Jasnowo - Jeziorki (Jesiorken) - Józefowo - Kamionka - Kamionka (Steinberg) - Karolewo - Klosnowo (Klausenau) - Kłodawka (Klein Kladau) - Kluczka - Kokoszka (Kokoschka) - Kulki - Lipienice (Liepnitz) | - Łukomie - Małe Swornegacie (Neu Schwornigatz) - Małe Zanie - Melanówek (Melanenhof) - Melanowo - Nicponie (Nicponia) - Nieżychowice-Wybudowanie - Nowa Czerkiew Szlachetna (Gut Neukirch) - Osiedle Słoneczke - Owink - Pawłowo-Wybudowanie - Płęsno (Plensno) - Pomoc - Sepiot - Śluza - Stary Młn - Sternowo (Sternau) - Strużka - Styporc (Styports) - Wączos (Wonczos) - Wielkie Zanie (Sania) - Władysławek (Bonhausen) - Wolność (Buschmühle) - Zbrzyca (Spritza) |

## Verkehr

### Straßen
Die Gmina Chojnice wird von zwei Landesstraßen (Droga krajowa) und vier Woiwodschaftsstraßen (Droga wojewódzka) durchzogen, was verkehrstechnisch sehr bedeutsam ist:
- Die Landesstraße 22 (ehemalige deutsche Reichsstraße 1) von Kostrzyn nad Odrą (Küstrin) an der deutsch-polnischen Grenze nach Braniewo (Braunsberg) an der Grenze zu Russland durchquert die Gemeinde von Südwesten nach Nordosten;
- Die Landesstraße 25 von Bobolice (Bublitz) nach Oleśnica (Oels) berührt das Gemeindegebiet im äußersten Südwesten;
- Die Woiwodschaftsstraße 212 von Osowo Lęborskie trifft im Westen auf das Gemeindegebiet und endet ganz im Südwesten an der DK 25 bei Kamionka (Steinberg);
- Die Woiwodschaftsstraße 235 kommt von Korne (Kornen) im Norden in das Gebiet der Gmina und endet in der Stadt Chojnice;
- Die Woiwodschaftsstraße 236 kommt von Konarzyny(Klein Konarczyn) und streift ganz im Norden die Gemeinde bei Swornegacie (Schwornigatz) und Drzewicz (Drewitz) und verläuft bis Brusy (Bruß);
- Die Woiwodschaftsstraße 240 kommt von Świecie (Schwetz). Sie trifft von Osten auf das Gemeindegebiet und endet in der Stadt Chojnice.

### Schienen
Auch bahntechnisch ist die Gmina Chojnice günstig mit der Region vernetzt, wobei sie insgesamt über fünf Bahnstationen verfügt:
- Moszczenica (Mosnitz) und Krojanty (Krojanten) an der Staatsbahn (PKP)-Linie 203 Kostrzyn nad Odrą (Küstrin)–Tczew (Dirschau), ehemalige Preußische Ostbahn,
- Silno (Frankenhagen) und Racławki (Rakelwitz) an der PKP-Linie 208 (Działdowo (Soldau)–Chojnice),
- Powałki (Powalken) an der PKP-Linie 211 (Kościerzyna (Berent)–Chojnice).

Die PKP-Linie 210 von Runowo nach Chojnice führt ohne Halt durch das Gemeindegebiet, während die Bahnstation Ogorzeliny (Görsdorf) seit Schließung der PKP-Linie 281 von Oleśnica (Oels) nach Chojnice stillliegt.